# 维洛德里克
维洛德里克（法語：Villaudric，法語發音：[vilodʁik]）是法国上加龙省的一个市镇，属于图卢兹区。

## 地理
维洛德里克（43°49'46"N, 1°25'54"E）面积12.16 平方千米，位于法国奧克西塔尼大區上加龙省，该省份为法国西南部内陆省份，西南端与西班牙接壤，自此顺时针与上比利牛斯省、热尔省、塔恩-加龙省、塔恩省、奥德省和阿列日省接壤。
与维洛德里克接壤的市镇（或旧市镇、城区）包括：塔恩河畔维勒米尔、布洛克、弗龙通。

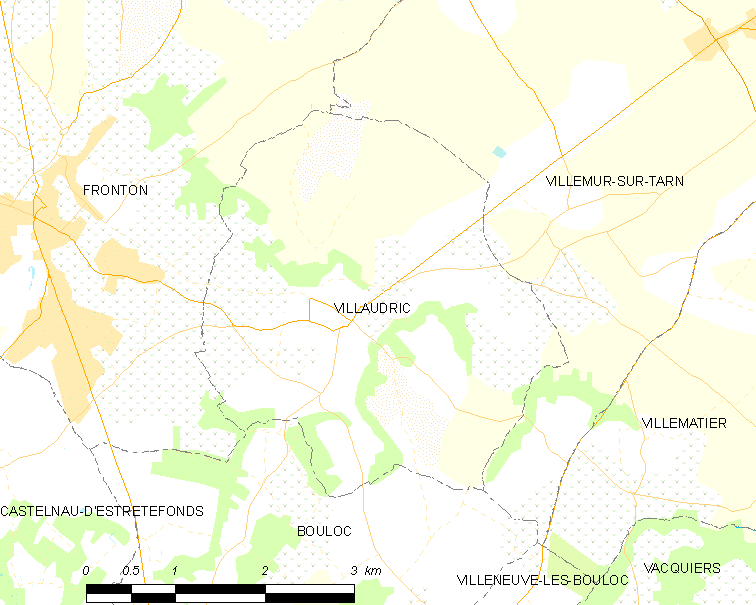
维洛德里克的OSM定位图

维洛德里克的时区为UTC+01:00、UTC+02:00（夏令时）。

## 图集

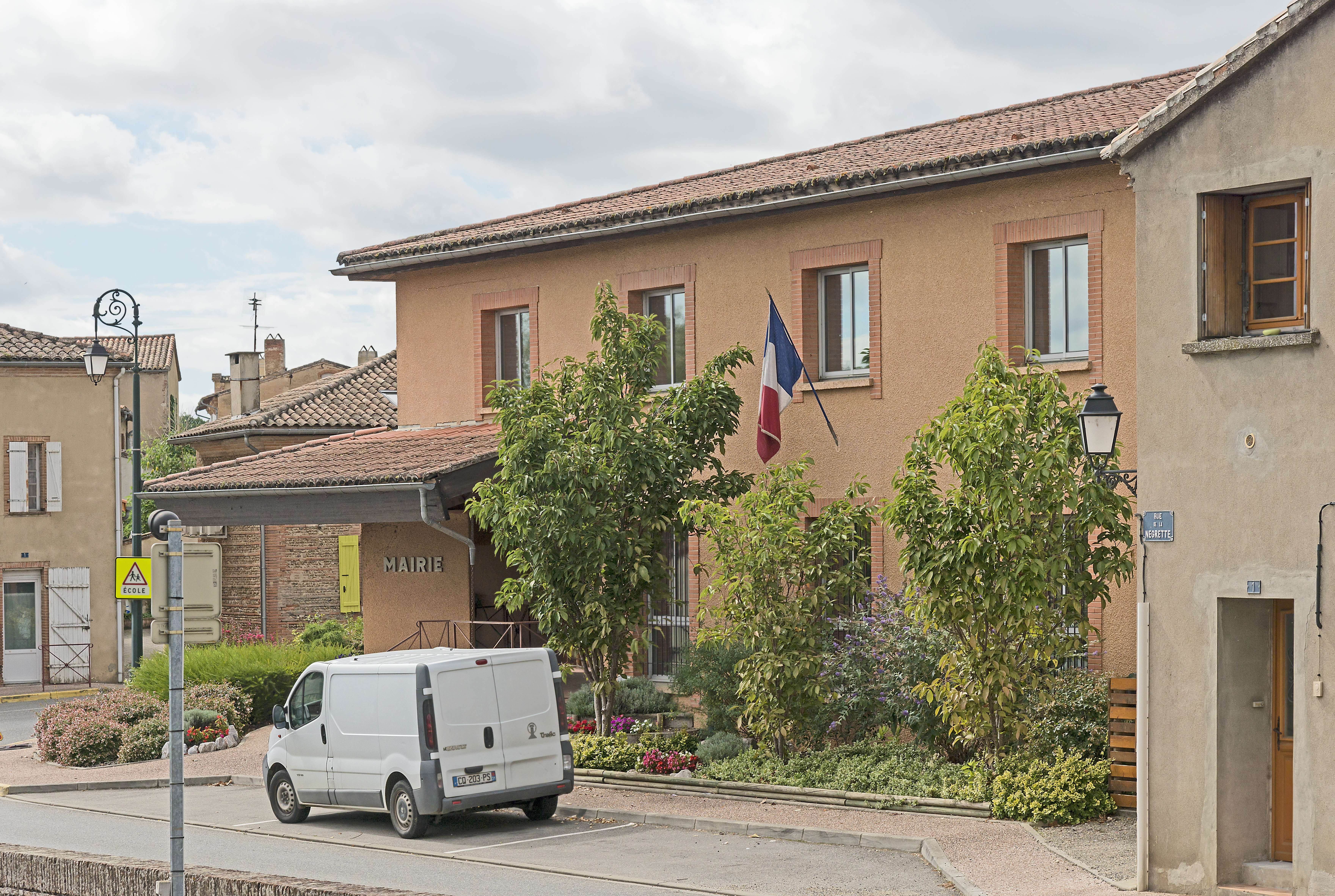
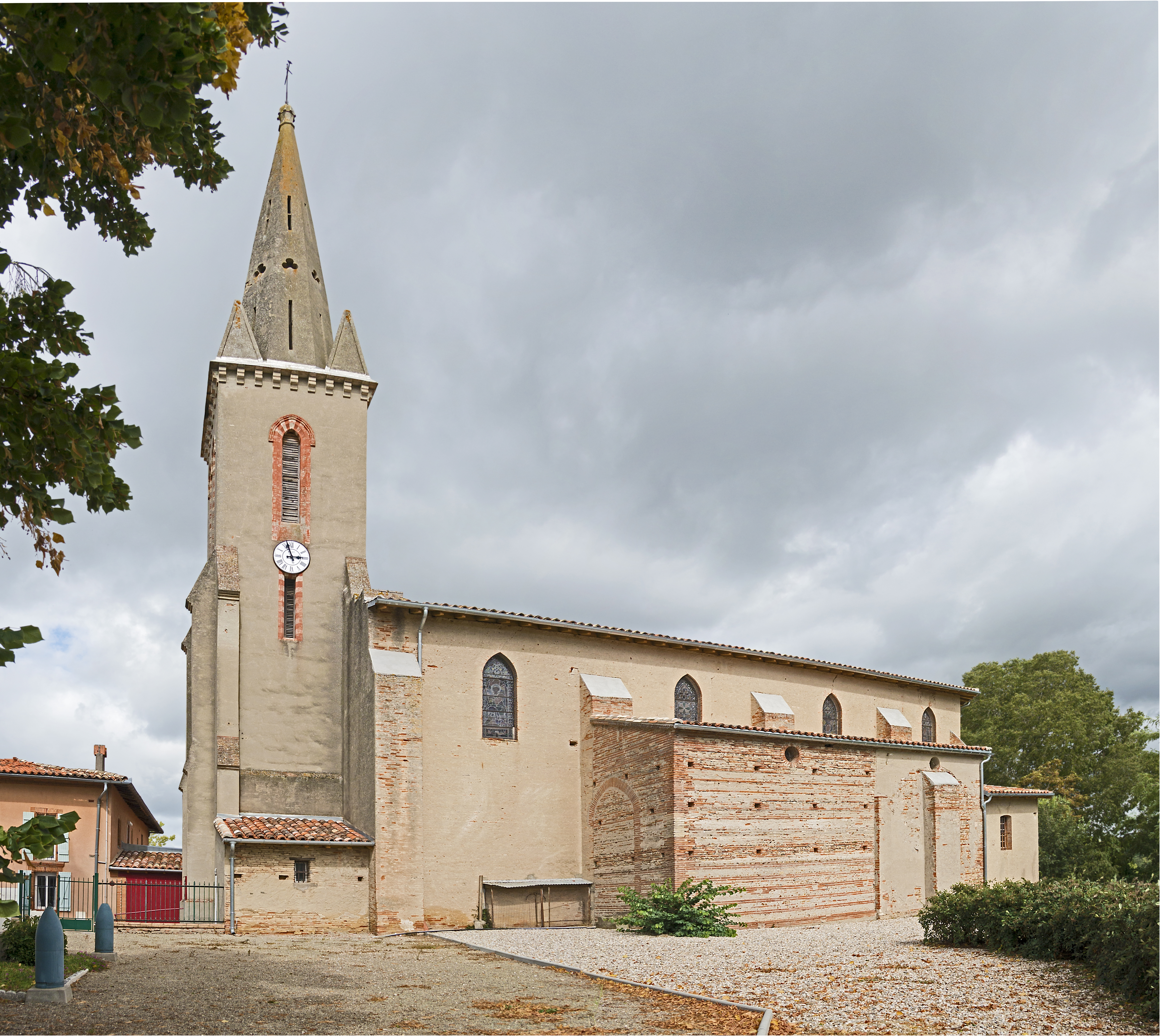

## 行政
维洛德里克的邮政编码为31620，INSEE市镇编码为31581。

## 政治
维洛德里克所属的省级选区为塔恩河畔维勒米尔县。

## 人口

1962-2008年间维洛德里克人口变化图示

维洛德里克于2022年1月1日时的人口数量为1649人。